# 林康 (喬治亞州)
林康（英語：Rincon）是一個位於美國喬治亞州埃芬漢縣的城鎮。

## 地理
林康的座標為32°17′36″N 81°14′03″W / 32.29333°N 81.23417°W，而該地的平均海拔高度為22米（即72英尺）。

## 人口
根據2010年美國人口普查的數據，林康的面積為22.95平方千米，當中陸地面積為22.95平方千米，而水域面積為0.00平方千米。當地共有人口8836人，而人口密度為每平方千米385人。